# Therasia decidua
Therasia decidua är en snäckart som först beskrevs av Ludwig Pfeiffer 1857.  Therasia decidua ingår i släktet Therasia och familjen Charopidae. Inga underarter finns listade i Catalogue of Life.